# Boršt (gmina Koper)
Boršt (wł. Boste) – wieś w Słowenii, w gminie miejskiej Koper. 1 stycznia 2018 miejscowość liczyła 207 mieszkańców.